# Leopold van Bourbon-Sicilië

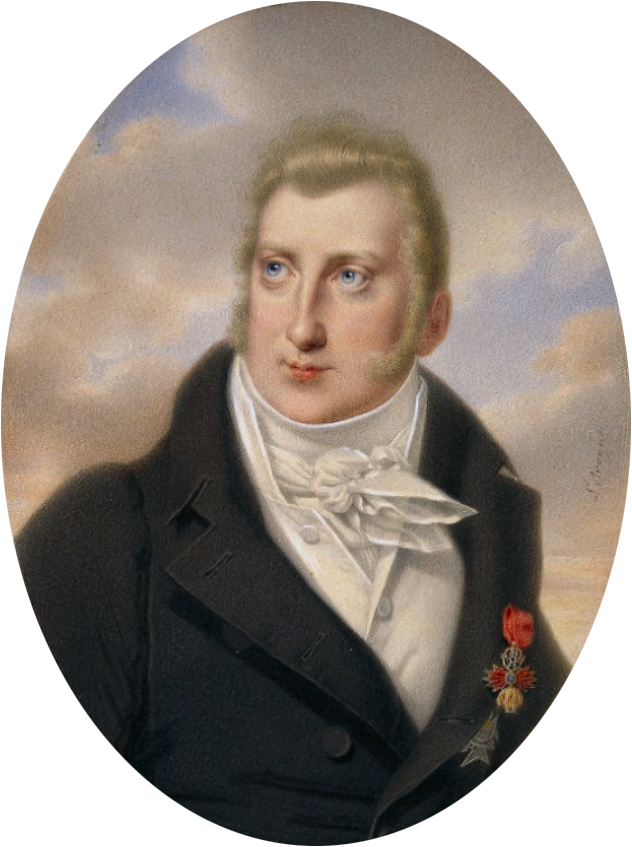
Leopold, Prins van Salerno

Leopold Johan Jozef Michaël van Bourbon-Sicilië (Napels, 2 juli 1790 - aldaar, 10 maart 1851), prins van Salerno, was een prins der Beide Siciliën. 
Hij was de zesde zoon van koning Ferdinand I der Beide Siciliën en Maria Carolina van Oostenrijk. Zelf trouwde hij met zijn nichtje (oomzegster) Marie Clementine van Oostenrijk, de dochter van keizer Frans II en Leopolds zuster Maria Theresia van Bourbon-Sicilië. Het paar kreeg vier kinderen, waaronder twee doodgeboren zoons en een zoon die al naar een paar maanden overleed. Slechts hun dochter zou de wieg overleven: Maria Carolina. 
Hij kreeg van zijn vader de - op de middeleeuwen teruggrijpende - titel Prins van Salerno, waaraan verder rechten noch plichten waren verbonden. In 1809 vocht hij mee in een overigens mislukte poging om het continentale gedeelte van zijn vaders koninkrijk - dat door Frankrijk was bezet - te heroveren.